# Viaduct van Renory
Het viaduct van Renory is een spoorwegviaduct in Tilleur, een deelgemeente van Saint-Nicolas. Het viaduct overspant achtereenvolgens de spoorlijn 125, de Rue Ernest Solvay, de N617, de Maas en de Rue Renory. Het viaduct is een deel van spoorlijn 36A.
Het viaduct is een boogbrug met 11 pijlers en 10 bogen, en werd in 1930 gebouwd in ongewapend beton. Er zijn vijf overspanningen van elk 61,40 m, vervolgens één overspanning van 34 m en dan nog eens vier overspanningen van elk 61,40 m. Twee van de brugpijlers staan in de Maas. Het ganse viaduct is 587 meter lang en heeft een hoogte van 20 meter.